# Cercopitec de Wolf
El cercopitec de Wolf (Cercopithecus wolfi) és un primat de la família dels cercopitècids. Té una llargada corporal de 35–45 cm, amb una cua de fins a 90 cm. Els mascles pesen uns 4,5 kg i les femelles uns 2,5 kg.
És una de les espècies de cercopitec més colorides. Té el dors de color gris fosc i el ventre de color blanc o groc. Les potes anteriors són negres i les posteriors són de color vermell marronós. Té una ratlla negra que s'estén des dels ulls fins a les orelles. Les "patilles" són espesses i de color gris clar o vermellós.